# Joegoslavische selecties op internationale voetbaltoernooien
Dit is een overzichtspagina met de selecties van het Joegoslavisch voetbalelftal die deelnamen aan de grote internationale voetbaltoernooien. 

## Olympische Spelen 1920
- Resultaat: Negende plaats

data corresponderend met situatie voorafgaand aan toernooi
| №                    | Naam               | Geboortedatum | Caps | Goals | Club                | Duels | Goal | Kreeg geel | Kreeg voor de tweede keer geel en dus rood | Weggestuurd |
| Doel                 | Doel               | Doel          | Doel | Doel  | Doel                | Doel  | Doel | Doel       | Doel                                       | Doel        |
| -------------------- | ------------------ | ------------- | ---- | ----- | ------------------- | ----- | ---- | ---------- | ------------------------------------------ | ----------- |
| —                    | Dragutin Vrđuka    | 03/04/1895    |      |       | Građanski Zagreb    | 2     | 0    | -          | -                                          | -           |
| Verdediging          |                    |               |      |       |                     |       |      |            |                                            |             |
| —                    | Branimir Porobić   | 05/01/1901    |      |       | BSK Beograd         | 1     | 0    | -          | -                                          | -           |
| —                    | Jaroslav Sifer     | 12/08/1895    |      |       | Građanski Zagreb    | 2     | 0    | -          | -                                          | -           |
| —                    | Josip Šolc         | 1898          |      |       | Concordia Zagreb    | 1     | 0    | -          | -                                          | -           |
| —                    | Stanko Tavčar      | 02/02/1898    |      |       | SK Ilirija          | 2     | 0    | -          | -                                          | -           |
| —                    | Vjekoslav Župančić | 07/02/1900    |      |       | NK Naftaš HAŠK      | 1     | 0    | -          | -                                          | -           |
| Middenveld           |                    |               |      |       |                     |       |      |            |                                            |             |
| —                    | Artur Dubravčić    | 15/09/1894    |      |       | Concordia Zagreb    | 2     | 1    | -          | -                                          | -           |
| —                    | Ivan Granec        | 1897          |      |       | Građanski Zagreb    | 1     | 0    | -          | -                                          | -           |
| —                    | Rudolf Rupec       | 17/11/1896    |      |       | Rapid Wien          | 2     | 0    | -          | -                                          | -           |
| —                    | Jovan Ruzic        | 12/12/1898    |      |       | Jugoslavija Beograd | 2     | 1    | -          | -                                          | -           |
| —                    | Nikola Simić       | 02/09/1897    |      |       | BSK Beograd         | 1     | 0    | -          | -                                          | -           |
| —                    | Dragutin Vragović  | 1901          |      |       | Građanski Zagreb    | 2     | 0    | -          | -                                          | -           |
| Aanval               |                    |               |      |       |                     |       |      |            |                                            |             |
| —                    | Slavin Cindrić     | 1901          |      |       | 1. HŠK Građanski    | 1     | 0    | -          | -                                          | -           |
| —                    | Andreja Kojić      | 28/08/1896    |      |       | FK Vojvodina        | 1     | 0    | -          | -                                          | -           |
| —                    | Emil Perška        | 1897          |      |       | Građanski Zagreb    | 2     | 0    | -          | -                                          | -           |
| Bondscoach           |                    |               |      |       |                     |       |      |            |                                            |             |
| Vlag van Joegoslavië | Veljko Ugrinić     |               |      |       |                     |       |      |            |                                            |             |

## Olympische Spelen 1924
- Resultaat: Voorronde (21ste plaats)

data corresponderend met situatie voorafgaand aan toernooi
| №                    | Naam             | Geboortedatum | Caps | Goals | Club                | Duels | Goal | Kreeg geel | Kreeg voor de tweede keer geel en dus rood | Weggestuurd |
| Doel                 | Doel             | Doel          | Doel | Doel  | Doel                | Doel  | Doel | Doel       | Doel                                       | Doel        |
| -------------------- | ---------------- | ------------- | ---- | ----- | ------------------- | ----- | ---- | ---------- | ------------------------------------------ | ----------- |
| —                    | Dragutin Vrđuka  | 03/04/1895    |      |       | Građanski Zagreb    | 1     | 0    | -          | -                                          | -           |
| Verdediging          |                  |               |      |       |                     |       |      |            |                                            |             |
| —                    | Dragutin Babić   | 1898          |      |       | NK Zagreb           | 1     | 0    | -          | -                                          | -           |
| —                    | Eugen Dasović    | 01/12/1896    |      |       | 1. HŠK Građanski    | 1     | 0    | -          | -                                          | -           |
| —                    | Mare Marjanović  | 1904          |      |       | NK Naftaš HAŠK      | 1     | 0    | -          | -                                          | -           |
| —                    | Janko Rodin      | 09/09/1900    |      |       | Hajduk Split        | 1     | 0    | -          | -                                          | -           |
| —                    | Stjepan Vrbančić | 29/11/1900    |      |       | NK Naftaš HAŠK      | 1     | 0    | -          | -                                          | -           |
| Middenveld           |                  |               |      |       |                     |       |      |            |                                            |             |
| —                    | Dušan Petković   | 13/04/1903    |      |       | Jugoslavija Beograd | 1     | 0    | -          | -                                          | -           |
| —                    | Rudolf Rupec     | 17/11/1896    |      |       | Građanski Zagreb    | 1     | 0    | -          | -                                          | -           |
| Aanval               |                  |               |      |       |                     |       |      |            |                                            |             |
| —                    | Emil Perška      | 1897          |      |       | Građanski Zagreb    | 1     | 0    | -          | -                                          | -           |
| —                    | Eugen Placeriano | 03/12/1897    |      |       | 1. HŠK Građanski    | 1     | 0    | -          | -                                          | -           |
| —                    | Vladimir Vinek   | 03/12/1897    |      |       | 1. HŠK Građanski    | 1     | 0    | -          | -                                          | -           |
| Bondscoach           |                  |               |      |       |                     |       |      |            |                                            |             |
| Vlag van Joegoslavië | Todor Sekulić    |               |      |       |                     |       |      |            |                                            |             |

## Olympische Spelen 1928
- Resultaat: Eerste ronde (13de plaats)

data corresponderend met situatie voorafgaand aan toernooi
| №                    | Naam               | Geboortedatum | Caps | Goals | Club                | Duels | Goal | Kreeg geel | Kreeg voor de tweede keer geel en dus rood | Weggestuurd |
| Doel                 | Doel               | Doel          | Doel | Doel  | Doel                | Doel  | Doel | Doel       | Doel                                       | Doel        |
| -------------------- | ------------------ | ------------- | ---- | ----- | ------------------- | ----- | ---- | ---------- | ------------------------------------------ | ----------- |
| —                    | Geza Siflis        | 25/02/1907    |      |       | ŽAK Subotica        | 1     | 0    | -          | -                                          | -           |
| Verdediging          |                    |               |      |       |                     |       |      |            |                                            |             |
| —                    | Dragutin Babić     | 1898          |      |       | NK Zagreb           | 1     | 0    | -          | -                                          | -           |
| —                    | Ljubisa Đorđević   | 19/06/1906    |      |       | SK Beograd          | 1     | 0    | -          | -                                          | -           |
| —                    | Milutin Ivković    | 03/03/1906    |      |       | Jugoslavija Beograd | 1     | 0    | -          | -                                          | -           |
| —                    | Milorad Mitrović   | 12/04/1908    |      |       | BSK Beograd         | 1     | 0    | -          | -                                          | -           |
| —                    | Danko Premerl      | 23/01/1904    |      |       | Concordia Zagreb    | 1     | 0    | -          | -                                          | -           |
| Middenveld           |                    |               |      |       |                     |       |      |            |                                            |             |
| —                    | Mikica Arsenijević | 06/06/1906    |      |       | BSK Beograd         | 1     | 0    | -          | -                                          | -           |
| —                    | Mirko Bonačić      | 09/03/1903    |      |       | Hajduk Split        | 1     | 1    | -          | -                                          | -           |
| Aanval               |                    |               |      |       |                     |       |      |            |                                            |             |
| —                    | Ivica Bek          | 29/10/1909    |      |       | SK Beograd          | 1     | 0    | -          | -                                          | -           |
| —                    | Slavin Cindrić     | 1901          |      |       | 1. HŠK Građanski    | 1     | 0    | -          | -                                          | -           |
| —                    | Joža Giler         | 01/09/1907    |      |       | Građanski Zagreb    | 1     | 0    | -          | -                                          | -           |
| —                    | Blagoje Marjanović | 09/09/1907    |      |       | SK Beograd          | 1     | 0    | -          | -                                          | -           |
| —                    | Emil Perška        | 1897          |      |       | Građanski Zagreb    | 1     | 0    | -          | -                                          | -           |
| —                    | Kuzman Sotirović   | 16/10/1908    |      |       | BSK Beograd         | 1     | 0    | -          | -                                          | -           |
| Bondscoach           |                    |               |      |       |                     |       |      |            |                                            |             |
| Vlag van Joegoslavië | Ande Pandaković    | 1890          |      |       |                     |       |      |            |                                            |             |

## WK-eindronde 1930
- Resultaat: Halve finales

data corresponderend met situatie voorafgaand aan toernooi
| №                    | Naam                | Geboortedatum | Caps | Goals | Club                | Duels | Goal | Kreeg geel | Kreeg voor de tweede keer geel en dus rood | Weggestuurd |
| Doel                 | Doel                | Doel          | Doel | Doel  | Doel                | Doel  | Doel | Doel       | Doel                                       | Doel        |
| -------------------- | ------------------- | ------------- | ---- | ----- | ------------------- | ----- | ---- | ---------- | ------------------------------------------ | ----------- |
| —                    | Milovan Jakšić      | 21/09/1909    |      |       | FK BASK             | 3     | 0    | -          | -                                          | -           |
| —                    | Milan Stojanović    | 28/12/1911    |      |       | SK Beograd          | 0     | 0    | -          | -                                          | -           |
| Verdediging          |                     |               |      |       |                     |       |      |            |                                            |             |
| —                    | Milutin Ivković     | 03/03/1906    |      |       | FK BASK             | 3     | 0    | -          | -                                          | -           |
| —                    | Branislav Marković  |               |      |       | FK Vojvodina        | 0     | 0    | -          | -                                          | -           |
| —                    | Dragan Mihajlović   | 13/12/1906    |      |       | SK Beograd          | 3     | 0    | -          | -                                          | -           |
| —                    | Dragomir Tosić      | 08/11/1909    |      |       | BSK Beograd         | 0     | 0    | -          | -                                          | -           |
| Middenveld           |                     |               |      |       |                     |       |      |            |                                            |             |
| —                    | Mikica Arsenijević  | 06/06/1906    |      |       | SK Beograd          | 3     | 0    | -          | -                                          | -           |
| —                    | Momčilo Djokić      | 27/02/1911    |      |       | Jugoslavija Beograd | 3     | 0    | -          | -                                          | -           |
| —                    | Teofilo Spasojević  | 21/01/1909    |      |       | Jugoslavija Beograd | 0     | 0    | -          | -                                          | -           |
| —                    | Ljubisa Stefanović  | 04/01/1910    |      |       | FC Sète             | 3     | 0    | -          | -                                          | -           |
| Aanval               |                     |               |      |       |                     |       |      |            |                                            |             |
| —                    | Ivica Bek           | 29/10/1909    |      |       | FC Sète             | 3     | 3    | -          | -                                          | -           |
| —                    | Branislav Hrnjiček  | 05/06/1908    |      |       | FK BASK             | 0     | 0    | -          | -                                          | -           |
| —                    | Blagoje Marjanović  | 09/09/1907    |      |       | SK Beograd          | 3     | 1    | -          | -                                          | -           |
| —                    | Dragutin Najdanović | 15/04/1908    |      |       | BSK Beograd         | 1     | 0    | -          | -                                          | -           |
| —                    | Branislav Sekulić   | 29/10/1906    |      |       | SK Beograd          | 2     | 0    | -          | -                                          | -           |
| —                    | Aleksandar Tirnanić | 15/07/1910    |      |       | BSK Beograd         | 3     | 1    | -          | -                                          | -           |
| —                    | Djordje Vujadinović | 29/11/1909    |      |       | BSK Beograd         | 3     | 2    | -          | -                                          | -           |
| Bondscoach           |                     |               |      |       |                     |       |      |            |                                            |             |
| Vlag van Joegoslavië | Boško Simonović     | 12/02/1898    |      |       |                     |       |      |            |                                            |             |

## WK-eindronde 1998
- Resultaat: Achtste finales

data corresponderend met situatie na afloop van het toernooi
| №                    | Naam                 | Geboortedatum | Caps | Goals | Club                 | Duels | Goal | Kreeg geel | Kreeg voor de tweede keer geel en dus rood | Weggestuurd |
| Doel                 | Doel                 | Doel          | Doel | Doel  | Doel                 | Doel  | Doel | Doel       | Doel                                       | Doel        |
| -------------------- | -------------------- | ------------- | ---- | ----- | -------------------- | ----- | ---- | ---------- | ------------------------------------------ | ----------- |
| 1                    | Ivica Kralj          | 26/03/1973    | 20   | 0     | Partizan Belgrado    | 4     | 0    | 0          | 0                                          | 0           |
| 12                   | Dragoje Leković      | 21/11/1967    | 11   | 0     | Sporting Gijón       | 0     | 0    | 0          | 0                                          | 0           |
| Verdediging          |                      |               |      |       |                      |       |      |            |                                            |             |
| 2                    | Zoran Mirković       | 21/09/1971    | 31   | 0     | Atalanta Bergamo     | 2     | 0    | 1          | 0                                          | 0           |
| 3                    | Goran Đorović        | 11/11/1971    | 31   | 0     | Celta de Vigo        | 4     | 0    | 1          | 0                                          | 0           |
| 5                    | Miroslav Đukić       | 19/02/1966    | 23   | 1     | Valencia CF          | 0     | 0    | 0          | 0                                          | 0           |
| 11                   | Siniša Mihajlović    | 20/02/1969    | 35   | 5     | Sampdoria            | 4     | 1    | 0          | 0                                          | 0           |
| 13                   | Slobodan Komljenović | 02/01/1971    | 12   | 2     | MSV Duisburg         | 3     | 2    | 0          | 0                                          | 0           |
| 14                   | Niša Saveljić        | 27/03/1970    | 21   | 1     | Girondins Bordeaux   | 1     | 0    | 0          | 0                                          | 0           |
| Middenveld           |                      |               |      |       |                      |       |      |            |                                            |             |
| 4                    | Slaviša Jokanović    | 16/08/1968    | 38   | 7     | CD Tenerife          | 4     | 0    | 0          | 0                                          | 0           |
| 6                    | Branko Brnović       | 08/08/1967    | 27   | 3     | Espanyol             | 3     | 0    | 0          | 0                                          | 0           |
| 7                    | Vladimir Jugović     | 30/08/1969    | 29   | 3     | Lazio Roma           | 4     | 0    | 0          | 0                                          | 0           |
| 8                    | Dejan Savićević      | 15/09/1966    | 51   | 21    | AC Milan             | 2     | 0    | 0          | 0                                          | 0           |
| 10                   | Dragan Stojković     | 03/03/1965    | 69   | 13    | Nagoya Grampus Eight | 4     | 1    | 2          | 0                                          | 0           |
| 15                   | Ljubinko Drulović    | 11/09/1968    | 14   | 1     | FC Porto             | 0     | 0    | 0          | 0                                          | 0           |
| 16                   | Željko Petrović      | 13/11/1965    | 18   | 0     | Urawa Red Diamonds   | 4     | 0    | 1          | 0                                          | 0           |
| 18                   | Dejan Govedarica     | 02/10/1969    | 22   | 1     | US Lecce             | 1     | 0    | 0          | 0                                          | 0           |
| 19                   | Miroslav Stević      | 07/01/1970    | 6    | 0     | TSV 1860 München     | 1     | 0    | 0          | 0                                          | 0           |
| 20                   | Dejan Stanković      | 11/09/1978    | 7    | 3     | Rode Ster Belgrado   | 3     | 0    | 1          | 0                                          | 0           |
| Aanval               |                      |               |      |       |                      |       |      |            |                                            |             |
| 9                    | Predrag Mijatović    | 19/01/1969    | 34   | 16    | Real Madrid          | 4     | 1    | 0          | 0                                          | 0           |
| 17                   | Savo Milošević       | 02/09/1973    | 31   | 15    | Aston Villa          | 2     | 0    | 0          | 0                                          | 0           |
| 21                   | Perica Ognjenović    | 24/02/1977    | 6    | 0     | Rode Ster Belgrado   | 3     | 0    | 1          | 0                                          | 0           |
| 22                   | Darko Kovačević      | 18/11/1973    | 22   | 4     | Real Sociedad        | 2     | 0    | 0          | 0                                          | 0           |
| Bondscoach           |                      |               |      |       |                      |       |      |            |                                            |             |
| Vlag van Joegoslavië | Slobodan Santrač     | 01/07/1946    |      |       |                      |       |      |            |                                            |             |

## EK-eindronde 2000
- Resultaat: Kwartfinales

data corresponderend met situatie na afloop van het toernooi
| №                    | Naam                 | Geboortedatum | Caps | Goals | Club                 | Duels | Goal | Kreeg geel | Kreeg voor de tweede keer geel en dus rood | Weggestuurd |
| Doel                 | Doel                 | Doel          | Doel | Doel  | Doel                 | Doel  | Doel | Doel       | Doel                                       | Doel        |
| -------------------- | -------------------- | ------------- | ---- | ----- | -------------------- | ----- | ---- | ---------- | ------------------------------------------ | ----------- |
| 1                    | Milorad Korać        | 10/03/1969    |      |       | FK Obilic            | 0     | 0    | 0          | 0                                          | 0           |
| 12                   | Željko Cicović       | 16/09/1970    |      |       | UD Las Palmas        | 0     | 0    | 0          | 0                                          | 0           |
| 22                   | Ivica Kralj          | 26/03/1973    |      |       | PSV Eindhoven        | 0     | 0    | 0          | 0                                          | 0           |
| Verdediging          |                      |               |      |       |                      |       |      |            |                                            |             |
| 2                    | Ivan Dudić           | 13/02/1977    |      |       | Rode Ster Belgrado   | 0     | 0    | 0          | 0                                          | 0           |
| 3                    | Goran Đorović        | 11/11/1971    |      |       | Celta de Vigo        | 0     | 0    | 0          | 0                                          | 0           |
| 5                    | Miroslav Đukić       | 19/02/1966    |      |       | Valencia CF          | 0     | 0    | 0          | 0                                          | 0           |
| 11                   | Siniša Mihajlović    | 20/02/1969    |      |       | Lazio Roma           | 0     | 0    | 0          | 0                                          | 0           |
| 13                   | Slobodan Komljenović | 02/01/1971    |      |       | 1. FC Kaiserslautern | 0     | 0    | 0          | 0                                          | 0           |
| 14                   | Niša Saveljić        | 27/03/1970    |      |       | Girondins Bordeaux   | 0     | 0    | 0          | 0                                          | 0           |
| 15                   | Goran Bunjevčević    | 17/02/1973    |      |       | Rode Ster Belgrado   | 0     | 0    | 0          | 0                                          | 0           |
| Middenveld           |                      |               |      |       |                      |       |      |            |                                            |             |
| 4                    | Slaviša Jokanović    | 16/08/1968    |      |       | Deportivo La Coruña  | 0     | 0    | 0          | 0                                          | 0           |
| 6                    | Dejan Stanković      | 11/09/1978    |      |       | Lazio Roma           | 0     | 0    | 0          | 0                                          | 0           |
| 7                    | Vladimir Jugović     | 30/08/1969    |      |       | Internazionale       | 0     | 0    | 0          | 0                                          | 0           |
| 10                   | Dragan Stojković     | 03/03/1965    |      |       | Nagoya Grampus Eight | 0     | 0    | 0          | 0                                          | 0           |
| 16                   | Dejan Govedarica     | 02/10/1969    |      |       | RKC Waalwijk         | 0     | 0    | 0          | 0                                          | 0           |
| 17                   | Ljubinko Drulović    | 11/09/1968    |      |       | FC Porto             | 0     | 0    | 0          | 0                                          | 0           |
| 19                   | Jovan Stanković      | 04/03/1971    |      |       | RCD Mallorca         | 0     | 0    | 0          | 0                                          | 0           |
| 21                   | Albert Nadj          | 29/10/1974    |      |       | Real Oviedo          | 0     | 0    | 0          | 0                                          | 0           |
| Aanval               |                      |               |      |       |                      |       |      |            |                                            |             |
| 8                    | Predrag Mijatović    | 19/01/1969    |      |       | ACF Fiorentina       | 0     | 0    | 0          | 0                                          | 0           |
| 9                    | Savo Milošević       | 02/09/1973    |      |       | Real Zaragoza        | 0     | 0    | 0          | 0                                          | 0           |
| 18                   | Darko Kovačević      | 18/11/1973    |      |       | Juventus             | 0     | 0    | 0          | 0                                          | 0           |
| 20                   | Mateja Kežman        | 12/04/1979    |      |       | Partizan Belgrado    | 0     | 0    | 0          | 0                                          | 0           |
| Bondscoach           |                      |               |      |       |                      |       |      |            |                                            |             |
| Vlag van Joegoslavië | Vujadin Boškov       | 16/05/1931    |      |       |                      |       |      |            |                                            |             |

FSJ · A-internationals · Bondscoaches · Selecties · Joegoslavisch vrouwenelftal · Joegoslavië U21 · Joegoslavië U19 · Joegoslavië U18 · Joegoslavië U17 · Joegoslavië U16
1920 – 1929 ·
1930 – 1939 ·
1940 – 1949 ·
1950 – 1959 ·
1960 – 1969 ·
1970 – 1979 ·
1980 – 1989 ·
1990 – 1999 ·
2000 – 2002
EK 1960 · 
EK 1968 · 
EK 1976 · 
EK 1984 · 
EK 2000
WK 1930 · 
WK 1950 · 
WK 1954 · 
WK 1958 · 
WK 1962 · 
WK 1974 · 
WK 1982 · 
WK 1990 · 
WK 1998 · 
OS 1920 · 
OS 1924 · 
OS 1928 · 
OS 1948 · 
OS 1952 · 
OS 1956 · 
OS 1960 · 
OS 1980 · 
OS 1984 · 
OS 1988
1920 · 
1921 · 
1922 · 
1923 · 
1924 · 
1925 · 
1926 · 
1927 · 
1928 · 
1929 · 
1930 · 
1931 · 
1932 · 
1933 · 
1934 · 
1935 · 
1936 · 
1937 · 
1938 · 
1939 · 
1940 · 
1941 · 
1942 · 1943 · 1944 · 1945 · 
1946 · 
1947 · 
1948 · 
1949 · 
1950 · 
1952 · 
1952 · 
1953 · 
1954 · 
1955 · 
1956 · 
1957 · 
1958 · 
1959 · 
1960 · 
1961 · 
1962 · 
1963 · 
1964 · 
1965 · 
1966 · 
1967 · 
1968 · 
1969 · 
1970 · 
1971 · 
1972 · 
1973 · 
1974 · 
1975 · 
1976 · 
1977 · 
1978 · 
1979 · 
1980 · 
1981 · 
1982 · 
1983 · 
1984 · 
1985 · 
1986 · 
1987 · 
1988 · 
1989 · 
1990 · 
1991 · 
1992 · 
1993 · 
1994 · 
1995 · 
1996 · 
1997 · 
1998 · 
1999 · 
2000 · 
2001 · 
2002 · 
Albanië ·
Algerije ·
Argentinië ·
Bangladesh ·
België ·
Bolivia ·
Bosnië en Herzegovina · 
Brazilië ·
Bulgarije ·
Canada ·
Chili ·
China ·
Colombia ·
Congo-Kinshasa ·
Costa Rica ·
Cyprus ·
Denemarken ·
DDR ·
Duitsland ·
Ecuador ·
Egypte ·
El Salvador · 
Engeland ·
Ethiopië ·
Faeröer ·
Finland ·
Frankrijk ·
Ghana · 
Griekenland ·
Honduras ·
Hongarije ·
Hongkong ·
Ierland ·
Indonesië ·
Iran ·
Israël ·
Italië ·
Japan ·
Kroatië ·
Luxemburg ·
Malta ·
Marokko ·
Mexico ·
Nederland ·
Nigeria ·
Noord-Ierland ·
Noord-Macedonië ·
Noorwegen ·
Oekraïne ·
Oostenrijk ·
Paraguay ·
Peru · 
Polen ·
Portugal ·
Roemenië ·
Rusland ·
Saarland ·
Schotland ·
Slovenië ·
Slowakije ·
Sovjet-Unie ·
Spanje ·
Tsjechië ·
Tsjecho-Slowakije ·
Tunesië ·
Turkije ·
Uruguay ·
Venezuela ·
Verenigde Arabische Emiraten ·
Verenigde Staten ·
Wales ·
Zuid-Korea ·
Zweden ·
Zwitserland